# Boxty

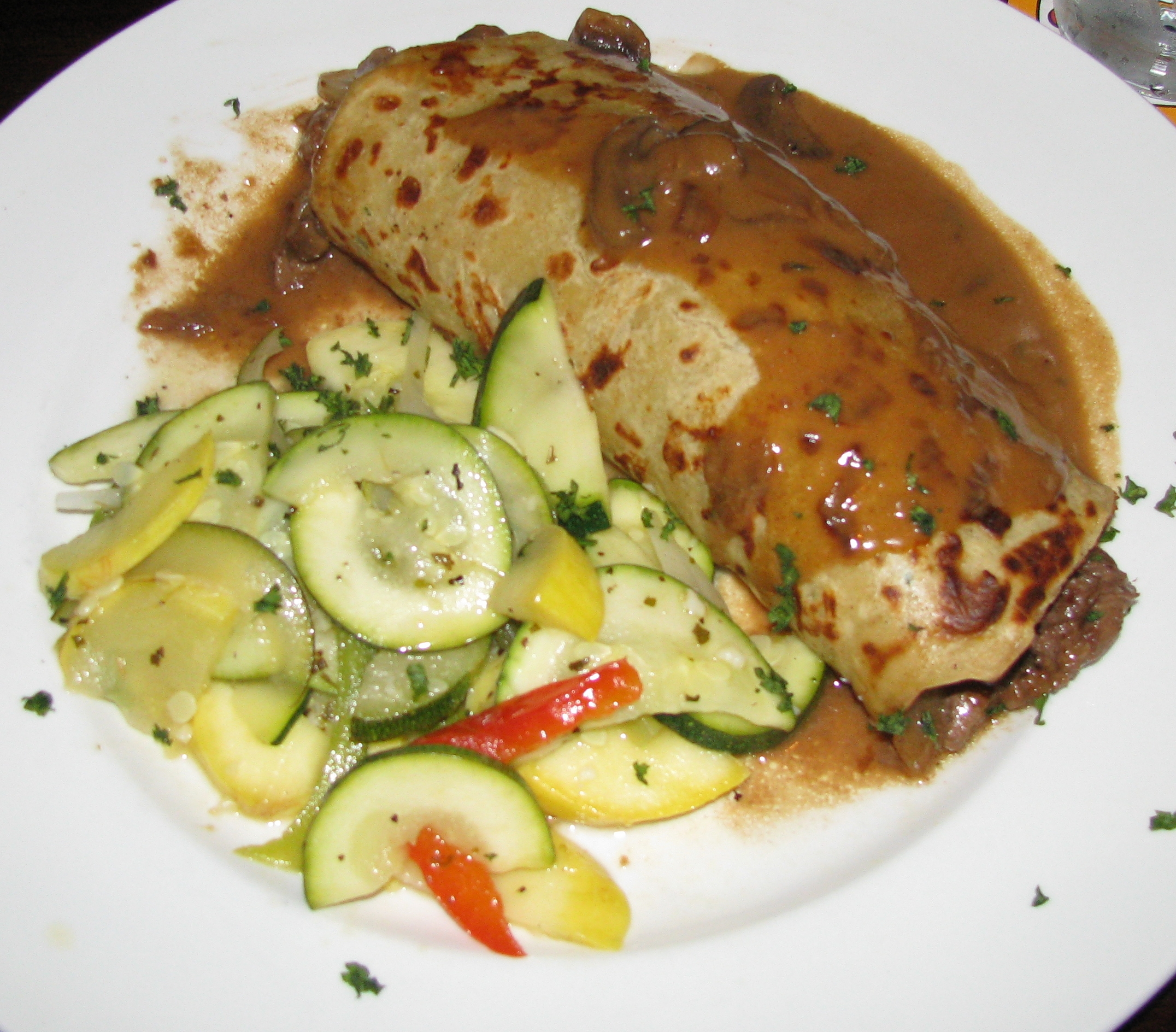

Boxty är ett slags irländska raggmunkar (potatispannkakor). Eftersom man  använder bakpulver i smeten blir de lite fluffigare än vanliga svenska raggmunkar och de serveras med grov senap och fläsk eller bacon istället för lingon.